# WJHC (Hörfunksender)
Koordinaten: 30° 31′ 20″ N, 82° 57′ 6″ W

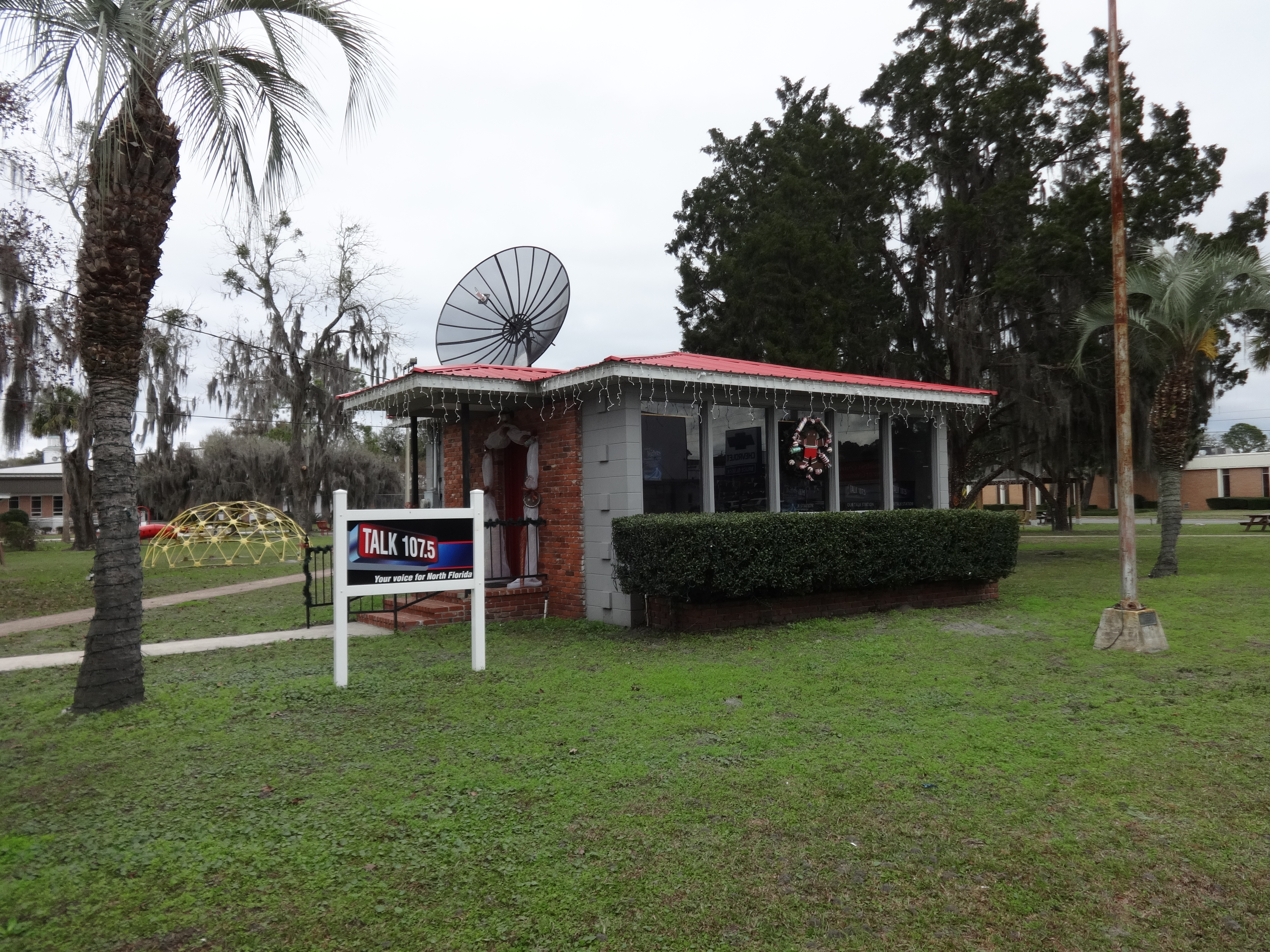
WJHC sendet aus einem Gartenhäuschen in Jasper, Florida

WJHC („Talk 107.5“) ist ein konservatives Talkradio aus Jasper in Florida. Die Station übernimmt viele Programme von konservativen anderen amerikanischen Talkradio-Stationen. Jede Nacht von 21 h bis 6 h werden Sendungen anderer Talk Radios aus den ganzen USA ausgestrahlt. Sie werden auch als 24/7-Livestream gesendet.
WJHC sendet auf UKW 107,5 MHz mit 6 kW. Die Station gehört der Smalltown Broadcasting, LLC.